# BENNIE K
BENNIE K（ベニー ケー）は、シンガーのYUKIとラッパーのCICOの2人からなる音楽ユニット。

## 概要

### ユニット結成のきっかけ
1999年の夏、渡米したYUKIのホームステイ先が偶然ロサンゼルスのCICOの伯母の家だったことで二人は出会い、意気投合する。帰国後はお互い別々に音楽活動を始めるが、クリスマスのイベントでユニットを組んだことがきっかけで、一緒に音楽活動を行うことになった。

### ユニット名の由来
グループ名のBENNIE Kとは、弁慶（BEN-K）に由来したものである。
結成を決めてすぐ後の正月、商売繁盛で有名な京都の伏見稲荷へ二人でヒット祈願をしに行った帰り道に五条大橋の上で弁慶と牛若丸が闘ったことを思い出し、「自分達も年の差があるけれど、共にトップを目指していこう」と、弁慶と牛若丸を名前に使うことにした。しかし、「弁慶と牛若丸」をそのまま使うのはどうかということと、YUKIがギターのレッスンで最初に習い、CICOと初めて一緒に歌った曲がBEN E. KINGの「スタンド・バイ・ミー」であったということから、「BENNIE K」という名称が誕生した。
二人にとって、弁慶とは「力」の象徴であり、女性ユニットでありながら力強い女性、力強いアーティストとして音楽表現を進めていくことを誓う意味がある。

### YUKIのプロデューサー転向と新プロジェクトの始動
2009年8月19日、公式サイトにて、YUKIは歌を封印してプロデューサーとして制作に徹し、これまでのYUKIとCICOの2人体制ではなく、「BK Project」なる新プロジェクトとして、よりフレキシブルな活動を展開していくことが発表された。
そして、アメリカ人女性ボーカリストBECCAを迎え入れ、2009年11月4日にBENNIE BECCAとして第一弾シングル「Dreamer」がリリースされた。その後、BENNIE K自体は活動休止状態となる。

### 活動終了
2021年12月1日に「BENNIE K」名義として12年振りとなる新曲『FINALE』をリリースするが、この楽曲が「BENNIE K」としてのラストソングとなり、2022年1月24日に約22年に及ぶ活動に終止符を打ち
、2人はそれぞれ個人として音楽活動をする。

## メンバー
苗字が同じであるが、苗字同士の直接の関係はない。
- YUKI（ユキ）（本名：山本有希、1984年2月23日 - 、A型）
大阪府生まれ、佐賀県鹿島市出身。佐賀県鹿島市立西部中学校卒業。14歳でオーディションに合格して渡米、著名なボイストレーナーに師事し、本格的なボイストレーニングを始める[2]。中学校卒業間近で米・カリフォルニア州・ロサンゼルスへ渡ったため卒業式には出ていない。その後現地の進学校（Prep-School）へ通いながらボイストレーニングとダンスレッスンを受けた。4歳年上の兄がいる。
- CICO（チコ）（本名：山本知恵子、1978年1月7日 - 、A型）
大阪府吹田市出身。ニュージーランドで高校時代を過ごした後ロサンゼルスへ渡り、もともと傾倒していたヒップに没頭する毎日を送る中、ラップの創作を開始する[2]。大阪薫英女学院高等学校を卒業。立命館大学国際関係学部中退。14歳（中3）時にもニュージーランドに留学しており、その物怖じしない性格から大阪弁でだれかれなく話しかけ、地元紙で「日本語で話しかけるおしゃべりな娘」と記事にされた。兄と姉がいる。

## 来歴
1999年
- アメリカ L.A.でYUKIとCICOが出会い、意気投合。帰国後に「BENNIE K」を結成する。

2001年
- 1月24日、シングル「Melody」でデビュー。

2004年
- 5月8日、ミニ・アルバム『ザ・ベニーケー・ショウ』リリース。収録曲「オアシス」がFM各局でパワープレイを獲得。
- 9月22日、シングル「サンライズ」をリリース。初のオリコンチャートTOP10入りを果たす。

2005年
- 6月8日、コカ・コーラCMソングとして書き下ろしたシングル「Dreamland」リリース。オリコンチャート初登場2位、7週連続TOP10入りを果たし、売上50万枚を突破。
- 11月9日、4thアルバム『Japana-rhythm』をリリース。オリコン・チャートで自身初の週間1位を獲得。

2006年
- 「ROCK IN JAPAN FESTIVAL 2006」、「ap bank fes '06」など、夏フェス全7公演に出演する。

2007年
- 5月、5thアルバム『THE WORLD』をリリースし、全国ツアー「WORLD TOUR!? in JAPAN」を開催。
- 12月、「COUNTDOWN JAPAN 07/08」に3年連続で出演。

2008年
- 4月、初のベストアルバム『BEST OF THE BESTEST』をリリース。オリコンチャート3週連続2位を記録。
- 6月から全国TOUR「Funky Freaks Tour’08 〜BEST OF THE BESTEST〜 」を開催。
- 10月、代々木公園野外音楽堂でフリーライブを行う。

2009年
- 新プロジェクト【BK Project】を立ち上げる。
- 11月、【BK Project】第一弾アーティストBECCAを起用したシングル「Dreamer」をリリース。

2010年
- 4月7日、 BENNIE BECCA  による初のフルアルバム『BENNIE BECCA』をリリース。同日、モバイルファンクラブ会員限定で行ったライブ「"One Night Dream Stream" - Special Live -」＠代官山UNITを、USTREAMで全世界に生中継。USTREAMのALL LIVE RANKINGで全世界9位を記録。

2021年
- 12月1日、「BENNIE K」名義では12年振りとなる楽曲『FINALE』をリリースするが、この楽曲が「BENNIE K」としてのラストソングとなる[6]。

2022年
- 1月24日、約22年に及ぶ活動に終止符を打ち活動終了。[6]。

## ディスコグラフィー

### 配信シングル
- FINALE （2021年12月1日）

### ミニアルバム
|     | 発売日       | タイトル                                 | 規格 | 規格品番  |
| --- | ------------ | ---------------------------------------- | ---- | --------- |
| 1st | 2004年5月8日 | ザ・ベニーケー・ショウ                   | CD   | FLCF-4006 |
| 2nd | 2006年8月2日 | ザ・ベニーケー・ショウ〜on the floor編〜 | CD   | FLCF-4142 |

### アルバム
|                  | 発売日        | タイトル                  | 規格 | 規格品番  |
| ---------------- | ------------- | ------------------------- | ---- | --------- |
| 1st              | 2002年7月24日 | cube                      | CD   | FLCF-3911 |
| 2nd              | 2003年11月5日 | essence                   | CD   | FLCF-3989 |
| 3rd              | 2004年11月4日 | Synchronicity             | CD   | FLCF-4031 |
| 4th              | 2005年11月9日 | Japana-rhythm             | CD   | FLCF-4078 |
| 5th              | 2007年5月23日 | THE WORLD                 | CD   | FLCF-4180 |
| BENNIE BECCA名義 |               |                           |      |           |
| 1st              | 2010年4月7日  | BENNIE BECCA/BENNIE BECCA | CD   | FLCF-4328 |

### ベストアルバム
|     | 発売日         | タイトル                    | 規格      | 規格品番            |
| --- | -------------- | --------------------------- | --------- | ------------------- |
| 1st | 2008年4月23日  | BEST OF THE BESTEST         | CD+DVD CD | FLCF-4238 FLCF-4239 |
| 2nd | 2008年10月29日 | THE "BESTEST" BENNIE K SHOW | CD+DVD CD | FLCF-4257 FLCF-4258 |

### DVD
|     | 発売日        | タイトル                                   | 規格 | 規格品番  |
| --- | ------------- | ------------------------------------------ | ---- | --------- |
| 1st | 2006年5月10日 | Trippin' Channel -LIVE Japana-rhythm-      | DVD  | FLBF-8074 |
| 2nd | 2006年9月6日  | ザ・ベニーケー・ショウ〜on the floor編?〜  | DVD  | FLBF-8081 |
| 3rd | 2007年11月7日 | THE “new” WORLD 〜WORLD TOUR !? in JAPAN〜 | DVD  | FLBF-8093 |

### 参加作品
1. VOICE OF LOVE POSSE「VOICE OF LOVE 〜上を向いて歩こう」（シングル「VOICE OF LOVE 〜上を向いて歩こう」、2003年12月10日）
2. 2BACKKA「オルゴール時計」（アルバム『Turn』、2004年11月5日）
3. Def Tech「Quality Of Life」 （YUKIのみ）（アルバム『Def Tech』、2005年1月22日）
4. m-flo「Taste Your Stuff」（アルバム『BEAT SPACE NINE』、2005年8月24日）
5. UNITY a.a.s.「UNITY 〜Episode1〜」（2005年10月7日）
6. SEAMO with BENNIE K「a love story」（シングル「a love story」、2005年10月12日）
7. GIPPER「Puppy Love pt.2」（ミニアルバム『MELODYMAN』、2005年10月19日）
8. アルファ「Going!Going!Gone!」[注 3]（ミニアルバム『Going!Going!Gone!』、2007年2月21日）
9. 2BACKKA+BENNIE K「HOME」（アルバム『HOME』、2007年10月24日）
10. 2BACKKA+DJ HI-KICK「オルゴール時計 feat.BENNIE K '09 Remix」（コンピレーションアルバム『SPARKS』、2009年4月29日）
11. So'Fly「DAY DREAMER feat. CICO from BENNIE K」（シングル「First Kiss」、2010年11月10日）
12. SPEED「リトルダンサー」（YUKIのみ[注 4]）（2010年12月29日）
13. ★STAR GUiTAR[注 5]「Tonight feat. CICO from BENNIE K」（アルバム『Carbon Copy』、2011年1月7日）
14. 三浦サリー「ベビーフレンド feat. CICO from BENNIE K」（2011年2月16日）
15. NERDHEAD「HEY GIRLZ! feat. CICO from BENNIE K, AYUSE KOZUE & EMI MARIA」（アルバム『BEHIND the TRUTH』、2011年10月26日）
16. ハジ→「Dreamland。 feat. RED RICE (from 湘南乃風), CICO (from BENNIE K)」（2016年8月12日）

## 交友のあるアーティスト
- 2BACKKA
- a.mia
- TSUYOSHI
- SEAMO
- Def Tech
- SOUL'd OUT
- GIPPER
- アルファ
- 石岡美紀
- MONKEY MAJIK
- SOFFet
- BECCA